# Naustholmen (Sveio)
Naustholmen est une île norvégienne dans le landskap Sunnhordland du comté de Vestland. Elle appartient administrativement à Sveio.

## Géographie
Rocheuse et couverte d'une légère végétation, à fleur d'eau, elle s'étend sur environ 121 m de longueur pour une largeur approximative de 85 m. 